# Klaus Hammacher
Klaus Hammacher (* 24. November 1930 in Aachen; † 1. Januar 2024 ebenda) war ein deutscher Philosoph und Hochschullehrer.

## Leben und Wirken
Hammacher wurde als Sohn des Forstrates Karl Hammacher und seiner Frau Cläre 1930 in Aachen geboren. Er studierte an den Universitäten Freiburg, Bonn, München und Köln Philosophie, Germanistik, Geschichte und Rechtswissenschaften. Das Studium schloss er 1959 mit dem Staatsexamen ab. 1958 wurde Hammacher an der Universität Köln bei Heinz Heimsoeth zum Dr. phil. promoviert. Mit einer Studie über die Philosophie Friedrich Heinrich Jacobis erfolgte 1967 die Habilitation an der RWTH Aachen.
Seit 1970 lehrte Hammacher als Professor für Philosophie an der RWTH Aachen. Darüber hinaus war er Vorsitzender des Wissenschaftlichen Beirats der internationalen Johann-Gottlieb-Fichte-Gesellschaft und Präsident der Spinoza-Gesellschaft. Hammacher war ferner seit 1998 Mitherausgeber der Gesamtausgabe der Werke von Friedrich Heinrich Jacobi. Seit 1996 war er auswärtiges Mitglied der Akademie für gemeinnützige Wissenschaften zu Erfurt.
Hammacher war katholisch, seit 1958 verheiratet und hatte drei Söhne. Er starb am 1. Januar 2024 in Aachen und fand seine letzte Ruhestätte auf dem Aachener Waldfriedhof.

## Veröffentlichungen (Auswahl)
- Die Frage nach der Freiheit. Baden-Baden 2015.
- Rechtliches Verhalten und die Idee der Gerechtigkeit. Baden-Baden 2011.
- Unmittelbarkeit und Kritik bei Hemsterhuis. München 1971.
- Die Philosophie Friedrich Heinrich Jacobis. Aachen 1967.